# Coppa Intercontinentale 1968 (calcio)
La Coppa Intercontinentale 1968 è stata la nona edizione del trofeo riservato alle squadre vincitrici della Coppa dei Campioni e della Coppa Libertadores.

## Avvenimenti
A partire da questa edizione, per determinare il vincitore in caso di una vittoria per parte viene utilizzato il criterio della maggiore differenza reti; in caso di parità in tal senso, viene organizzato uno spareggio in campo neutro. Come per l'edizione precedente, anche quest'anno si trovano di fronte due squadre alla loro prima volta: il grande Manchester United di George Best e Bobby Charlton contro il sorprendente Estudiantes, vincitore della sua prima Copa Libertadores dopo aver vinto il suo primo campionato.

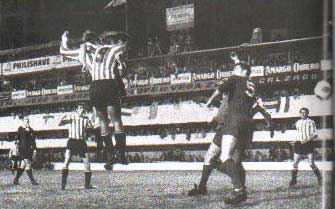
Il gol di Conigliaro che diede all'Estudiantes la vittoria nella gara d'andata della Bombonera

Per la partita d'andata venne scelta La Bombonera, stadio del Boca Juniors, la gara fu caratterizzata da un gioco scorretto e da una atmosfera piuttosto movimentata: i tifosi dell'Estudiantes utilizzarono dei fumogeni e Carlos Bilardo tenne una condotta di gioco particolarmente ruvida, tanto da far dichiarare all'allenatore dei Red Devils Matt Busby che il giocatore fosse pericoloso per l'incolumità degli avversari. Al 28º minuto Conigliaro mise a segno il gol del vantaggio argentino, colpendo di testa un corner calciato da Juan Ramón Verón. Al 79º Nobby Stiles, mediano inglese, fu espulso dal direttore di gara paraguaiano Sosa Miranda dopo reiterate proteste e dovette dunque saltare la partita di ritorno. Bobby Charlton fu invece ferito alla testa e dovette farsi applicare dei punti di sutura.

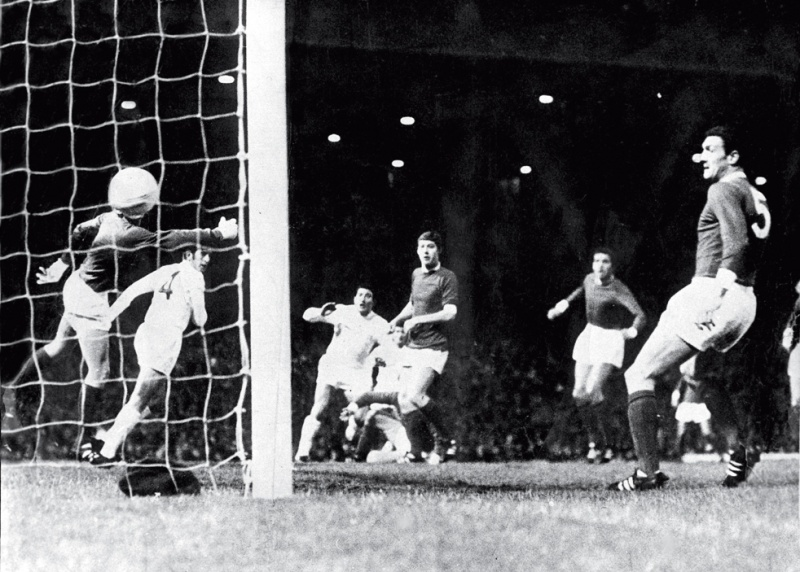
La rete di Verón che aprì le marcature nel ritorno all'Old Trafford

L'incontro di ritorno a Manchester si tenne sotto una pioggia battente: al settimo minuto Verón raccolse un cross di Madero, colpendo di testa e battendo Stepney. Il primo tempo fu appannaggio degli argentini anche dal punto di vista del gioco, mentre nel secondo emersero maggiormente le qualità degli inglesi, comunque poco concreti al momento di finalizzare (gran parte dei tiri finirono alti). Il portiere della compagine sudamericana Poletti dimostrò di essere in buone condizioni, respingendo i tentativi portati dagli avversari. Al minuto 88 l'arbitro jugoslavo Zečević estrasse il cartellino rosso per Best e Medina, che dopo alcune reciproche scorrettezze stavano azzuffandosi. Un minuto più tardi Morgan, tirò di destro su un cross di Crerand proveniente dalla fascia sinistra e segnò il gol del pareggio. Nei minuti di recupero segnò Kidd, ma il direttore di gara annullò la marcatura poiché sostenne di aver già fischiato il termine della partita. L'Estudiantes tentò di fare un giro d'onore per raccogliere gli applausi dei propri sostenitori, ma ciò fu impedito dal pubblico di parte inglese, che tirò delle monetine ai giocatori.
Nel 2017, la FIFA ha equiparato i titoli della Coppa del mondo per club e della Coppa Intercontinentale, riconoscendo a posteriori anche i vincitori dell'Intercontinentale come detentori del titolo ufficiale di "campione del mondo FIFA", inizialmente attribuito soltanto ai vincitori della Coppa del mondo per club.

## Tabellino

### Andata
| Arbitro: | Sosa Miranda |

| |            | |
| Conigliaro 27’ | Marcatori  | |
| Poletti 1 P Malbernat 2 D Aguirre Suárez 3 D Madero 4 D Medina 5 D Bilardo 6 C Pachamé 7 C Togneri 8 C Ribaudo 9 A Conigliaro 10 A Verón 11 A | Formazioni | P 1 Stepney D 2 Dunne D 3 Burns D 4 Crerand D 5 Foulkes C 6 Stiles C 7 Morgan C 8 Sadler A 9 Charlton A 10 Law A 11 Best |
| Zubeldía | Allenatori | Busby |

### Ritorno
| Arbitro: | Zečević |

| |            | |
| Morgan 89’ | Marcatori  | 7’ Verón |
| · Stepney 1 P · Brennan 2 D · Dunne 3 D · Crerand 4 D · Foulkes 5 D · Sadler 6 C · Morgan 7 C · Kidd 8 C · Charlton 9 A · 43’ Law 10 A · 88’ Best 11 A · A disposizione: · 43’ Sartori 12 A | Formazioni | · P 1 Poletti · D 2 Malbernat · D 3 Aguirre Suárez · D 4 Madero · D 5 Medina 88’ · C 6 Bilardo · C 7 Pachamé · C 8 Togneri · A 9 Ribaudo 71’ · A 10 Conigliaro · A 11 Verón · A disposizione: · A 12 Echecopar 71’ |
| Busby | Allenatori | Zubeldía |